# 魏勒拉图尔
魏勒拉图尔（法語：Weiler-la-Tour）是卢森堡南部的一个市镇，位于卢森堡城东南。   